# Liste oströmischer Provinzen
Die Einteilung der oströmischen Provinzen geht weitgehend auf Diokletians (284–305) zwölf Diözesen (dioecesis) zurück. Es wurden unterschieden: Mösien (oft geteilt), Makedonien, Asiana, Pontika, Afrika und die Diözese des Ostens. Mit dem 7. Jahrhundert verschwanden die alten Provinzen und das neue Themensystem trat in Kraft.
- Asia, Diözese Asiana
- Arabien (Jordanien), Diözese des Ostens
- Arcadia Aegypti, Hauptstadt Alexandria, Diözese Ägypten
- Armenien (Αρμενιακόν), Diözese Pontika
- Epirus nova, Diözese Makedonien
- Epirus vetus, Diözese Makedonien
- Euphratensis, Diözese des Ostens
- Galatia, Diözese Asiana
- Helenopontus, (Nordosttürkei), Diözese Pontika
- Isaurien, (Südosttürkei) Diözese Asiana
- Kappadokien, Hauptstadt Caesarea (Kayseri), (Zentraltürkei), Diözese Asiana
- Karien, (Südwesttürkei) Diözese Asiana
- Kilikien, Südosttürkei und Zypern
  - Cilicia Secunda, Hauptstadt  Anazarbos
- Kyrrhestike, Hauptstadt Kyrrhos, Nordsyrien
- Lazika, Diözese Pontika
- Libya superior, Diözese Afrika
- Libya inferior, Diözese Afrika
- Makedonien, Diözese Makedonien
- Mesopotamien, Hauptstadt Nisibis
- Moesia (Bulgarien), Diözese Thrakien
- Osrhoene, Hauptstadt Edessa (Südost-Türkei), Diözese des Ostens
- Palaestina salutaris, Diözese des Ostens
- Paphlagonien (Nordosttürkei), Diözese Pontika
- Phönizien, Diözese des Ostens
- Pontus Polemoniakus, Diözese Pontika
- Thessalien (Nord-Griechenland und West-Türkei), Diözese Makedonien
- Skythien (Rumänien), Diözese Thrakien
- Spania (Südostspanien), Hauptstadt Cartagena
- Syria, Hauptstadt Antiochia (Nordwestsyrien), Diözese des Ostens
  - Syria salutatis, Diözese des Ostens
- Thebais, Hauptstadt Panopolis, (Oberägypten), Diözese Ägypten
- Thrakien, Thema Thrakien